# 다이어트 코크

다이어트 코크

다이어트 코크(영어: Diet Coke)는 코카콜라가 전개하는 콜라 브랜드 중 하나이다. 코카콜라 라이트(영어: Coca-Cola Light)라고도 한다. 1982년 7월 8일 모습을 드러냈고 미국에는 8월 9일 도입되었으며 1866년 이후로 코카콜라 상표를 사용한 최초의 새로운 브랜드였다. 이 제품은 판매량 면에서 이 회사의 기존 다이어트 콜라였던 탭을 빠르게 따라잡았다.